# 带拟花鮨
带拟花鮨（学名：Anthias fasciatus）为鮨科花鮨属的鱼类，俗名条纹花鮨。分布于台湾南方澳等，多栖息于岩礁海域。该物种的模式产地在柯钦、日本。

## 扩展阅读
維基物種上的相關：带拟花鮨